# Alin Coțan
Alin Coțan (n. 30 octombrie 1982, Timișoara, România) este un fotbalist român care joacă pentru CS Chimia Brazi.